# Cupinzeiro
Termiteira, termiteiro (português europeu) ou cupinzeiro (português brasileiro), também conhecido por ninho de térmitas (português europeu) ou ninho de cupim (português brasileiro), é um aglomerado de terra e outros resíduos, edificado pelos cupins, constituindo o seu ninho. Os cupins são os grandes construtores do mundo dos insetos. Os enormes cupinzeiros da espécie africana Macrotermes podem medir 8 metros de altura e mesmo uma colônia média pode chegar a cerca de dois milhões de integrantes. As paredes dos cupinzeiros são feitas de partículas de solo retiradas pelos pequenos cupins operários e misturadas à saliva para formar uma substância dura semelhante ao tijolo, resistente a tudo, exceto a um predador persistente. O alicerce do ninho, no centro do monte consiste em um labirinto de passagens dando acesso a inúmeras camadas de vários tipos, cada uma com uma função especial: berçários onde as larvas eclodem e são nutridas; "jardins" especiais onde fungos são cultivados para alimentar a colônia; e uma câmara real, onde a rainha vive, colocando milhares de ovos para assegurar a continuidade da espécie. Ao mesmo tempo que fornece proteção contra intrusos, o monte é construído de maneira a proporcionar um "microclima" perfeitamente balanceado, essencial para a sobrevivência de seus habitantes. Temperatura, umidade e ventilação são precisamente reguladas. O ar do interior do ninho, aquecido pela atividade metabólica dos cupins e fungos a uma temperatura constante de cerca de 30°C, sobe por convecção e depois desce por canais estreitos nas paredes do monte, perdendo calor para o exterior e trocando dióxido de carbono por oxigênio no processo. Por fim, o ar renovado e resfriado entra na área habitada por baixo, para ser novamente circulado.

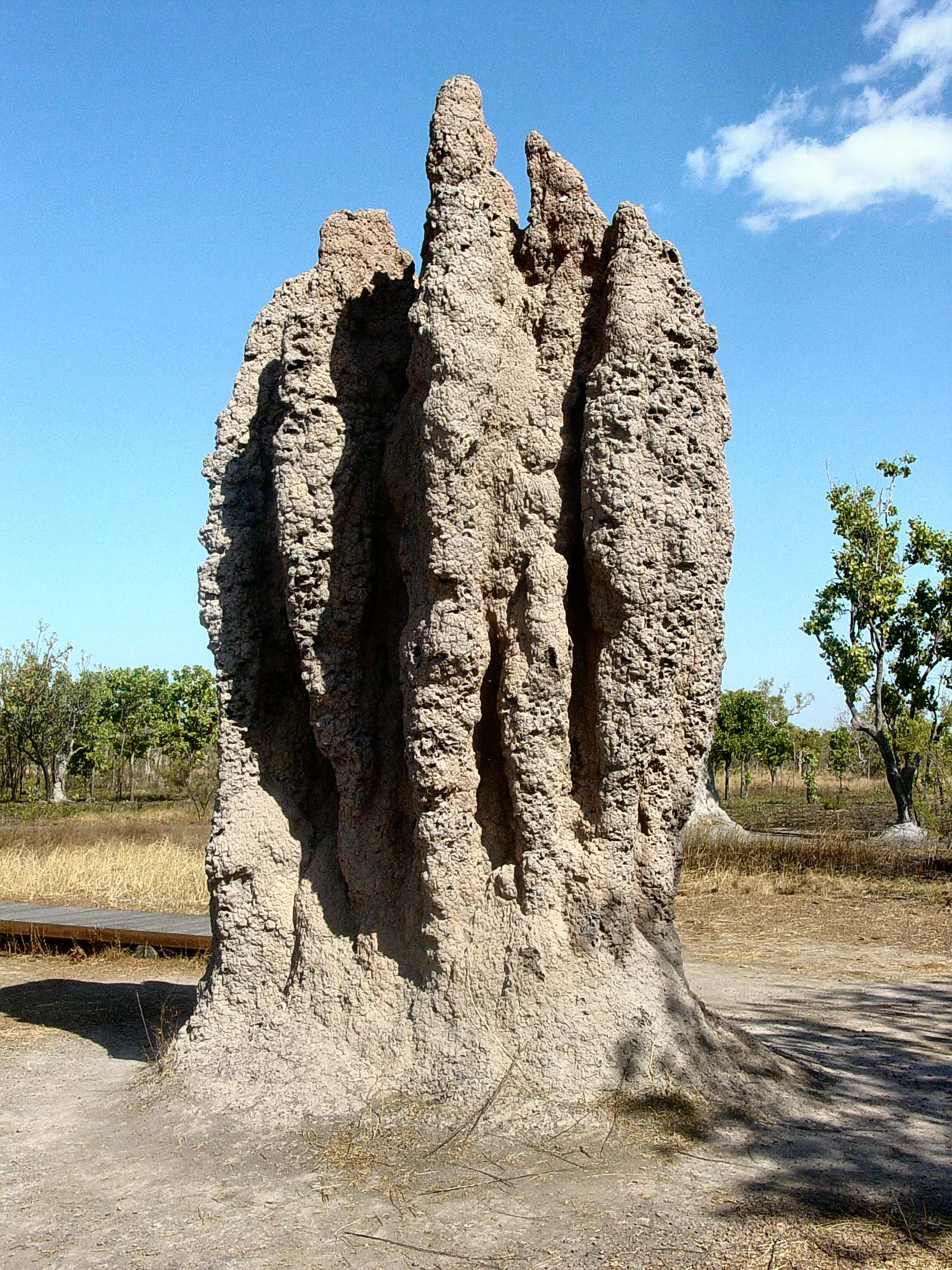

Cupinzeiros também são conhecidos pelos nomes de aterroada, bagabaga, cupim, cupineiro, itacuru, itacurubá, itapecuim, itapicuim, morro de muchém, murundu, surujê, tacuri, tacuru, tapecuim, tapicuém, termiteiro, terroada, torroada e tucuri.